# Acacia clunies-rossiae
Acacia clunies-rossiae är en ärtväxtart som beskrevs av Joseph Henry Maiden. Acacia clunies-rossiae ingår i släktet akacior, och familjen ärtväxter. Inga underarter finns listade i Catalogue of Life.